# Francis Ambriere
Francis Ambrière fue un escritor francés nacido el 27 de septiembre de 1907 y fallecido el 1 de julio de 1998, que ganó el premio Goncourt en 1940 con la novela Les grandes vacances (Las grandes vacaciones), aunque lo recibió en 1946 a causa de la Segunda Guerra Mundial.
La novela Les grandes vacances es una crónica sobre la vida de los prisioneros de guerra en 1940. En la dedicatoria de este libro, él mismo asegura que estuvo prisionero en siete campos de concentración diferentes, entre ellos Kobjercyn, a 3 km de Cracovia, donde se concentraban los suboficiales que habían rehusado trabajar para los alemanes. Ambrière era uno de los hombres de confianza de dos o tres mil prisioneros y era el encargado de ir a Cracovia para hacer las compras de primera necesidad y organizar las actividades culturales. Ambrière también es autor de varias Guides bleus (Guías azules), por ejemplo, la de París, de 1949, la de Grecia, de 1957 y la de Italia, de 1960. 

## Obra
- Joachim du Bellay, Firmin-Didot et cie, 1930
- Estaunié, John Charpentier, Francis Ambrière, Firmin-Didot et cie, 1932
- Les grandes vacances, 1939-1945, Les Éditions de la Nouvelle France, 1946, (reimpresión Éditions du Seuil, 1956) Premio Goncourt. En castellano, Las grandes vacaciones, Zig Zag, 1948; y también con el título Largas vacaciones en la obra conjunta Premio Goncourt de novela. Vol. IV. Ed. Plaza y Janés Editores, S.A. Barcelona. 1971. (2.ª ed.), con traducción de Matilde de Rafael.  En inglés, The long holiday trad. Elaine P. Halperin, Ziff-Davis Pub. Co., 1948
- Le solitaire de la Cervara, V. Attinger, 1947
- The exiled, Staples Press, 1951
- Le Maroc, Les Documents d'art, 1952
- Théâtre et collectivité, Flammarion, 1953
- Le Siecle des Valmore, Seuil, 1987
- Mademoiselle Mars et Marie Dorval: au théâtre et dans la vie, Seuil, 1992
- Talma, ou l'histoire au théâtre, Madeleine Ambrière, Francis Ambrière, Éditions de Fallois, 2007